# NGC 4809
NGC 4809 é uma galáxia irregular (Im/P) localizada na direcção da constelação de Virgo. Possui uma declinação de +02° 39' 10" e uma ascensão recta de 12 horas, 54 minutos e 50,9 segundos.
A galáxia NGC 4809 foi descoberta em 18 de Abril de 1855 por William Parsons.